# Иогансен, Юлий Иванович
Юлий Иванович Иогансен (дат. Julius Ernst Christian Johannsen; 28 февраля 1826, Копенгаген — 14 [27] июля 1904, Лохья, Нюландская губерния) — русский и датский музыкальный педагог, теоретик. Директор Санкт-Петербургской консерватории.

## Биография
По национальности — датчанин. В 1844 году окончил Копенгагенскую гимназию. Занимался на фортепиано с девяти лет. Учился в Лейпцигской консерватории у Мошелеса (фортепиано) и Мендельсона (композиция). В 1848 году (по другим сведениям — в 1856 году) переехал в Санкт-Петербург; с 1866 — профессор теории композиции в Санкт-Петербургской консерватории (сначала преподавал гармонию, а позднее и контрапункт), в период с 1871 по 1891 годы был инспектором консерватории, а с 1891 по 1897 — директором; на всех этих должностях показал себя искусным педагогом и отличным администратором. Во время его директорства, в 1896 году, состоялся переезд Консерватории в новое здание (здание бывшего Большого театра, перестроенное архитектором В. В. Николя).
В конце 1860-х — начале 1870-х годах, помимо педагогической работы, Иогансен публиковал музыкально-критические статьи в газете «St. Petersburger Zeitung», также писал романсы, произведения для вокального ансамбля, хора, оркестра и фортепиано.
Как педагог, имел немало выдающихся учеников, в том числе Н. А. Римского-Корсакова и А. К. Лядова. Написал несколько романсов и массу фортепианных пьес. Сочинения Иогансена (романсы и пьесы для фортепиано) остались в рукописи, а «Учебник строгого контрапункта» — уже после смерти автора был всё же издан в России: согласно завещанию, перевод с немецкого и редактуру выполнил один из учеников Иогансена, композитор Н. И. Казанли.
Имел 6 детей, в том числе архитектора Вильгельма и дочь Люси, вышедшую замуж за Генриха ван Гильзе ван дер Пальса.
Скончался 14 июля, в 10 часов вечера, в Лохья-Палониеми (Финляндия).
Похоронен в Санкт-Петербурге на Новодевичьем кладбище